# Suuregi laid
Suuregi laid est une île d'Estonie en mer Baltique.